# HAL (offenes Archiv)

Altes Logo (2014–2021)

HAL ist die Abkürzung für „Hyper Articles en Ligne“ (deutsch Hyper-Artikel online) und eine Online-Plattform, die 2001 vom Centre pour la communication scientifique directe (CCSD; deutsch Zentrum für direkte wissenschaftliche Kommunikation) des CNRS entwickelt wurde und für die Einreichung und Verbreitung von wissenschaftlichen Artikeln von Forschenden, ob veröffentlicht oder nicht, sowie von Abschlussarbeiten aus Bildungs- und Forschungseinrichtungen bestimmt ist. Dabei können die Artikel aus öffentlichen oder privaten Einrichtungen aus aller Welt stammen. Der Zugriff auf die Daten ist kostenlos, ihre Nutzung jedoch nicht zwingend. Als Open-Access-Repository entspricht HAL der Open Archives Initiative (OAI-PMH) sowie dem europäischen OpenAIRE-Projekt.
Das ursprüngliche Projekt wurde vom CNRS-Physiker Franck Laloë gemeinsam mit Marco Picco (CNRS) und Daniel Charnay (CNRS/IN2P3) entworfen.
Diese Initiative betrifft alle Disziplinen. Die Plattform überprüft den wissenschaftlichen Inhalt der eingereichten Artikel und Dokumente, bewertet diese jedoch nicht. Dieses Tool ergänzt daher die Veröffentlichung in peer-reviewten Fachzeitschriften. Dort können wissenschaftliche Artikel vor der Veröffentlichung (Preprint) oder nach der Veröffentlichung hinterlegt werden, wobei das Archiv dann ggf. Open Access zur Verfügung stellt.
Im Jahr 2016 handelt es sich um die größte Datenbank für französischsprachige Forschung mit rund 1.100.000 Veröffentlichungen von französischsprachigen Institutionen und Forschern aus der ganzen Welt. September 2022 wurde die Struktur der Website geändert: Aus hal.archives-ouvertes wurde hal.science.
Außerhalb Frankreich ist HAL wenig bekannt und somit von dort wenig genutzt, was jedoch aus wissenschaftlicher Sicht teilweise durch seine Vernetzung mit großen internationalen offenen Archiven und durch automatische Zahlungsverfahren ausgeglichen wird.
Das Portal wird auf Französisch und Englisch veröffentlicht.